# Rhogepeolus
Rhogepeolus  (лат.) — род земляных пчёл-кукушек из трибы Epeolini семейства Apidae. Около 5 видов. Южная Америка, Аргентина.

## Описание
Мелкие слабоопушенные пчёлы, с беловато-жёлтыми отметинами на теле как у ос. Длина — 7,5—9,0 мм. Латероапикальный выступ пятого стернита самок несёт шиповидные щетинки в апикальной части. Тазики передней пары ног субквадратные; вертлуги отходят от внешнего дистального края тазиков и отдалены друг от друга. У имаго отсутствуют приспособления для опыления и сбора пыльцы (нет корзиночек на ногах, модифицированных волосков на теле и т. д.). Клептопаразиты других родов пчёл, в гнёзда которых откладывают свои яйца (пчёлы-кукушки). Род был выделен в 1955 году бразильским гименоптерологом профессором Й. Сантьяго Моуром (Jesus Santiago Moure), крупным южноамериканским специалистом по пчёлам.
- Rhogepeolus bigibbosus Moure, 1955
- Rhogepeolus emarginatus (Moure, 1955)
- Rhogepeolus mourei Roig-Alsina, 1996
- Rhogepeolus plumbeus (Ducke, 1911)
- Rhogepeolus rozenorum Rightmyer, 2003